# Clypeodytes lentus
Clypeodytes lentus är en skalbaggsart som beskrevs av Sharp 1904. Clypeodytes lentus ingår i släktet Clypeodytes och familjen dykare. Inga underarter finns listade i Catalogue of Life.